# Sommer in New York
Sommer in New York ist ein Spielfilm von Peter Sollett aus dem Jahr 2002, der zu den Independentfilmen zählt.

## Handlung
Victor Vargas ist ein 17-jähriger Junge, der zusammen mit seinem jüngeren Bruder Nino und seiner ebenfalls jüngeren Halbschwester Vicki bei ihrer Großmutter an der East Side von Manhattan, (NY) lebt, nachdem beide Eltern gestorben sind.
Wie andere Jungs seines Alters hat er Anschluss in einer Clique, die wie er selbst Latinos sind, und interessiert sich für Mädchen. Speziell Judy hat es ihm angetan, die jedoch anfänglich nichts von Victor wissen will, und ihn nur deshalb als Freund akzeptiert, damit andere Jungen von Victor abgeschreckt werden.
Doch auch privat erlebt Victor Tiefen. So beginnt sich nun auch sein Bruder Nino für Sexualität zu interessieren und entsetzt so die streng gläubige und konservative Großmutter, die in Victor den Urheber erkennt und ihn am liebsten der Fürsorge des Jugendheims überantworten möchte. Und auch die introvertierte und schüchterne Vicki hat in Carlos, dem Bruder von Victors Schwarm Judy, einen Verehrer gefunden.
Judy und Victor kommen sich nur langsam näher und müssen am Ende doch erkennen, dass Liebe und Verzicht stärker sind als Vorurteile und Egoismus.

## Hintergrundinformationen
Mit zum Teil Laiendarstellern und Handkameras erzeugte Sollett ein möglichst authentisches Bild der Situation in den US-amerikanischen Ghettos und ihrer Bewohner.
Die Filmmusik („Original Motion Picture Soundtrack“) wurde von Jan A. P. Kaczmarek komponiert und enthält darüber hinaus den Titel „Don’t Gag Me“ von Fela Kuti.

## Auszeichnungen
- 5 Independent-Spirit-Award-Nominierungen:
  - (Beste weibliche Newcomerin, Bester männlicher Newcomer, Beste Regie, Bester Film, Bestes Drehbuch)
- 1 Open-Palm-Award-Nominierung
  - (Beste Regie)
- 1 Viennale-Auszeichnung
  - (Beste Regie)